# Cur Deus homo
Cur Deus homo (en français : Pourquoi Dieu [s’est-il fait] homme) est un traité théologique que saint Anselme de Cantorbéry composa au XIe siècle. Considéré comme l'une des œuvres les plus importantes du philosophe et théologien chrétien, le traité explique la doctrine chrétienne du Salut, sous forme de dialogue entre maître et disciple : l’alliance entre Dieu et l’homme, brisée par le péché originel de ce dernier, est restaurée par la venue de Jésus sur terre, précisément parce qu’il est Dieu et homme. En Lui Dieu est réconcilié avec la famille humaine : c'est la naissance de la doctrine sotériologique de la satisfaction.

## Histoire
Saint Anselme commencerait la composition de cette œuvre alors qu’il se trouvait en Angleterre, comme archevêque de Cantorbéry. Mais les conflits avec le pouvoir politique le contraignent à partir en exil. Il terminerait son ‘Cur Deus homo’ en 1098, alors qu’il séjourne dans un monastère en Italie, son pays natal. 

## Œuvre
L’œuvre est plus théologique et dogmatique que d’autres essais de saint Anselme, mieux connu comme philosophe que théologien. Mais elle est dirigée par le même principe méthodologique de la ‘Fides quaerens intellectum’ qui guide toute la vie du sage chrétien. Foi et raison ont toutes deux un rôle important dans la réflexion chrétienne. La raison clarifie le contenu de la foi et démontre qu’il est nécessaire de croire en Dieu.
Le dialogue entre le maître (Anselme) et son disciple (Boson) s’étale sur deux livres. Anselme montre qu’il est impossible à l’homme, s’il est laissé à lui-même, de faire réparation du péché commis par Adam et Ève contre Dieu. Mais Dieu lui-même prend l’initiative de la réconciliation en se faisant homme parmi les hommes en la personne de Jésus-Christ. 
Le texte comprend inévitablement une apologie du dogme chrétien de l’Incarnation de Dieu en Jésus-Christ. Cela contre les critiques faites par les juifs et les musulmans. L’idée d’un Dieu qui, s‘incarnant sous forme humaine, accepte même l’avilissement de la mort comme malfaiteur crucifié est absurde pour beaucoup de ceux qui ne professent pas la foi chrétienne. Anselme en est conscient.